# TY Волос Вероники
TY Волос Вероники (лат. TY Comae Berenices), CQ Волос Вероники (лат. CQ Comae Berenices) — одиночная переменная звезда* в созвездии Волос Вероники на расстоянии приблизительно 12720 световых лет (около 3900 парсек) от Солнца. Видимая звёздная величина звезды — от +14,2m до +13,1m.

## Характеристики
TY Волос Вероники — жёлто-белая пульсирующая переменная звезда типа RR Лиры (RRAB) спектрального класса F. Радиус — около 4,28 солнечного, светимость — около 33,006 солнечной. Эффективная температура — около 6690 K.